# Urphertshofen

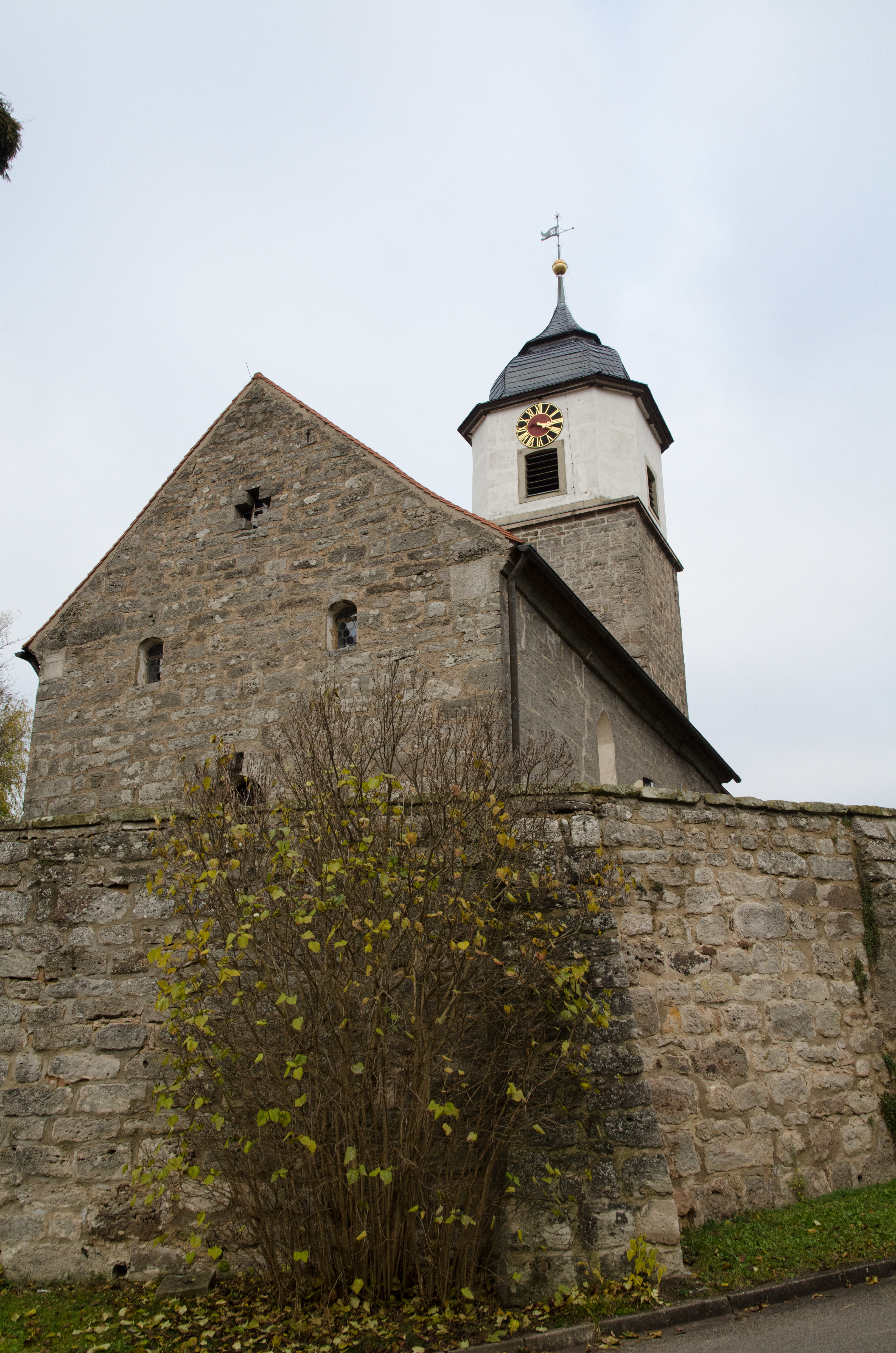
Evangelisch-lutherische Filialkirche St. Jakobus und Nikolaus

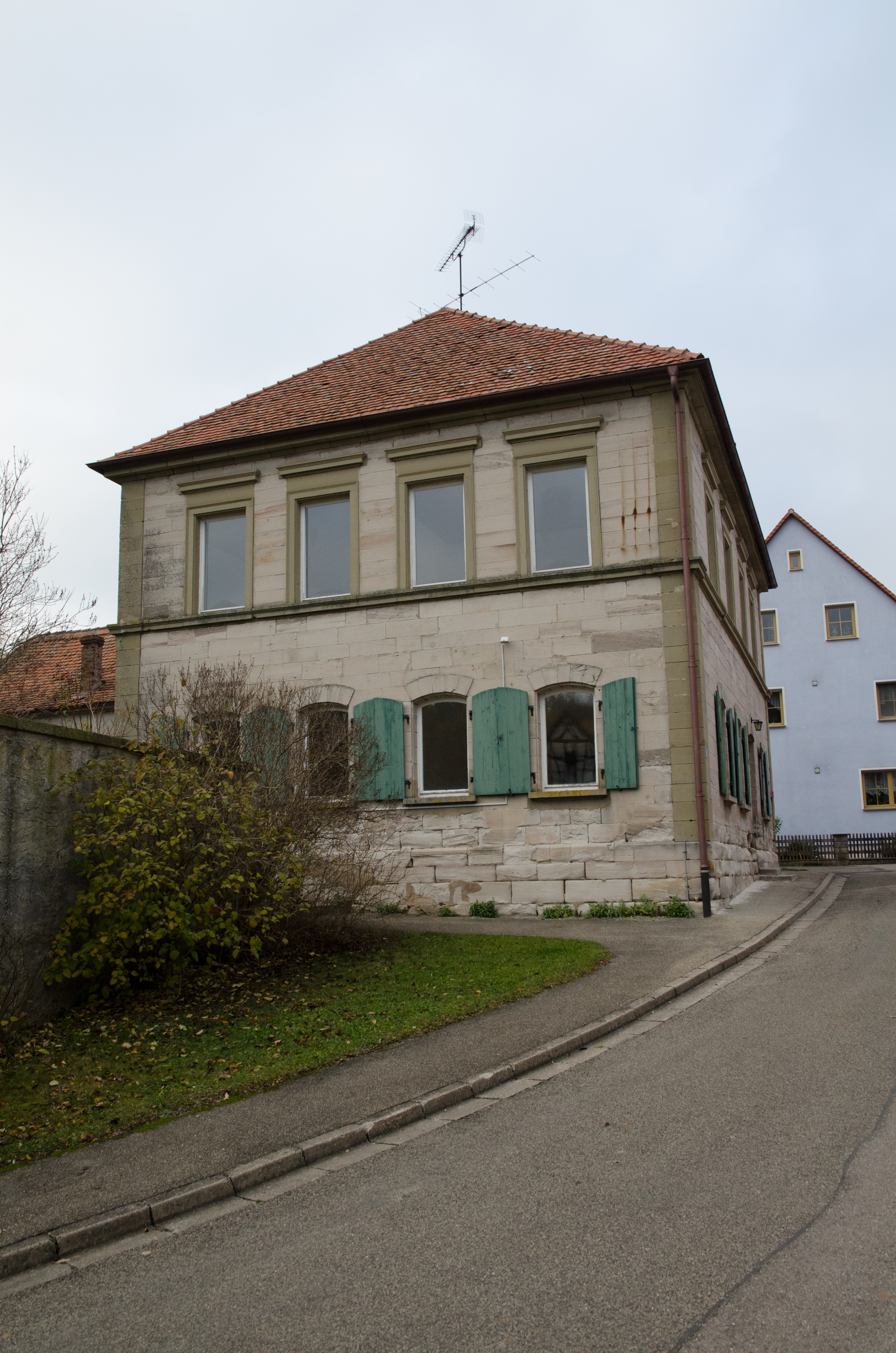
Haus Nr. 34: ehemaliges Schulhaus

Urphertshofen (fränkisch: Ärfadshofn) ist ein Gemeindeteil des Marktes Obernzenn im Landkreis Neustadt an der Aisch-Bad Windsheim (Mittelfranken, Bayern). Die Gemarkung Urphertshofen hat eine Fläche von 7,760 km². Sie ist in 634 Flurstücke aufgeteilt, die eine durchschnittliche Fläche von 12239,96 m² haben. In ihr liegt neben dem namensgebenden Ort der Gemeindeteil Straßenhof.

## Geografie
Südöstlich des Kirchdorfes entspringt der Eisenbach, ein rechter Zufluss der Zenn. Südwestlich befindet sich der Obernzenner Gemeindewald, südlich der Haidschlag und südöstlich das Furtholz. 1 km östlich erhebt sich der Eichelberg (477 m ü. NHN), 0,5 km nördlich liegt das Flurgebiet Melm. Eine Gemeindeverbindungsstraße verläuft nach Obernzenn zur Kreisstraße NEA 39 (1,9 km nördlich) bzw. zur Staatsstraße 2245 bei Straßenhof (0,8 km südlich).

## Geschichte
Im Jahre 1214 wurde der Ort als „Vdelwarteshouin“ erstmals urkundlich erwähnt. Das Bestimmungswort ist der Personenname Uodilwart, der als Gründer der Siedlung angesehen werden kann. Aufgrund seiner günstigen Bodenlage dürfte der Ort zur Zeit der Karolinger im 8. oder 9. Jahrhundert entstanden sein. Das wird auch durch das Grundwort „–hofen“ bestätigt, das hauptsächlich zu dieser Zeit in Gebrauch war. In der Urkunde von 1214 wurde bestätigt, dass der damalige Pfarrer von Obernzenn, Arnoldus Camerarius, dem Ansbacher Gumbertusstift ein von ihm gekauftes Grundstück in besagtem Ort übergab. 1393 wurde der Ort als „Vlberßoffen“ erwähnt, 1478 in einer Urkunde als „Vlwertzhouen“ und in einer anderen Urkunde als „Urpherzhoffen“.
Die Kirche mit dem Patrozinium auf St. Jakobus und Nikolaus ist eine Tochterkirche von St. Gertrud (Obernzenn). Sie ist zwar teilweise im romanischen Baustil des 12. und 13. Jahrhunderts gehalten, wurde wahrscheinlich jedoch erst später erbaut. Ursprünglich soll sie eine Wallfahrtskirche gewesen sein.
Im Ort waren das Geschlecht der Esel von Illesheim, der Geiling, Windsheimer Bürger und die Herren von Seckendorff begütert.
Gegen Ende des 18. Jahrhunderts gab es in Urphertshofen 39 Anwesen. Das Hochgericht übte das Rittergut Obernzenn aus. Die Dorf- und Gemeindeherrschaft hatten die Rittergüter Obernzenn-Aberdar und Obernzenn-Gutend gemeinsam inne. Grundherren waren das Rittergut Obernzenn-Aberdar (17 Anwesen: 1 Hof, 2 Halbhöfe, 1 Gut, 7 Köblersgüter, 6 Häuser), das Rittergut Obernzenn-Gutend (18 Anwesen: 2 Höfe, 10 Güter, 6 Häuser) und beide Rittergütern gemeinsam (Kirche, Ziegelei, Pottaschenhütte, 2 Häuser). Neben den Anwesen gab es das Schul- und Hirtenhaus, die beide kommunale Gebäude waren.
1806 kam Urphertshofen an das Königreich Bayern. Im Rahmen des Gemeindeedikts wurde 1808 der Steuerdistrikt Urphertshofen gebildet, zu dem Straßenhof und Wessachhof gehörten. 1810 entstand die Ruralgemeinde Urphertshofen, die mit dem Steuerdistrikt deckungsgleich war. Sie war in Verwaltung und Gerichtsbarkeit dem Landgericht Leutershausen zugeordnet und in der Finanzverwaltung dem Rentamt Colmberg. Die freiwillige Gerichtsbarkeit über 19 Anwesen hatte jedoch bis 1848 das Patrimonialgericht Obernzenn-Aberdar, über 20 das Patrimonialgericht Obernzenn-Gutend und über 5 Anwesen beide Patrimonialgerichte inne. Die Ortspolizei wurde von beiden Patrimonialgerichten gestellt. Ab 1862 gehörte Urphertshofen zum Bezirksamt Ansbach, die Gerichtsbarkeit blieb bis 1879 beim Landgericht Ansbach. Am 1. Januar 1880 wurde Urphertshofen in das Bezirksamt Uffenheim (1938 in Landkreis Uffenheim umbenannt) umgegliedert. Die Finanzverwaltung übernahm das Rentamt Windsheim (1919 in Finanzamt Windsheim umbenannt, seit 1932 Finanzamt Uffenheim), die Gerichtsbarkeit hatte das Amtsgericht Windsheim inne, seit 1973 ist das Amtsgericht Neustadt an der Aisch zuständig. Die Gemeinde hatte 1964 eine Gebietsfläche von 7,652 km².
1905 wurde von der Diakonissenanstalt Neuendettelsau das „Waldheim“ als Erholungsheim gebaut, in dem heute Menschen mit einer Behinderung leben.
Am 1. Januar 1974 wurde Urphertshofen im Zuge der Gebietsreform in Bayern nach Obernzenn eingemeindet.

### Baudenkmäler
In Urphertshofen gibt es acht Baudenkmäler:
- evangelisch-lutherische Filialkirche St. Jakobus und Nikolaus
- Haus Nr. 18: Brechhaus
- Haus Nr. 27: Wappenstein
- Haus Nr. 34: ehemaliges Schulhaus
- Haus Nr. 35: ehemaliges Schul- und Mesnerhaus
- Haus Nr. 60: Kapelle
- Haus Nr. 69: Fachwerkkleinhaus
- drei Grenzsteine

### Bodendenkmäler
In der Gemarkung Urphertshofen gibt es fünf Bodendenkmäler.

### Einwohnerentwicklung
Gemeinde Urphertshofen
| Jahr      | 1818   | 1840   | 1852   | 1855   | 1861   | 1867   | 1871   | 1875   | 1880   | 1885   | 1890   | 1895   | 1900   | 1905   | 1910   | 1919   | 1925   | 1933   | 1939   | 1946   | 1950   | 1952   | 1961   | 1970   |
| Einwohner | 252    | 294    | 278    | 262    | 264    | 278    | 281    | 279    | 267    | 265    | 265    | 248    | 263    | 275    | 291    | 298    | 241    | 244    | 236    | 338    | 370    | 338    | 286    | 277    |
| Häuser    | 61     | 49     |        |        |        |        | 52     |        |        | 60     | 60     |        | 57     |        |        |        | 60     |        |        |        | 49     |        | 49     |        |
| Quelle    | [ 22 ] | [ 23 ] | [ 24 ] | [ 24 ] | [ 25 ] | [ 26 ] | [ 27 ] | [ 28 ] | [ 29 ] | [ 30 ] | [ 31 ] | [ 32 ] | [ 33 ] | [ 32 ] | [ 34 ] | [ 32 ] | [ 35 ] | [ 32 ] | [ 32 ] | [ 32 ] | [ 36 ] | [ 32 ] | [ 17 ] | [ 37 ] |

Ort Urphertshofen
| Jahr      | 001818 | 001840 | 001861 | 001871 | 001885 | 001900 | 001925 | 001950 | 001961 | 001970 | 001987 | 002014 |
| Einwohner | 226    | 258    | 234    | 253    | 239    | 231    | 219    | 337    | 274    | 268    | 240    | 236    |
| Häuser    | 56     | 44     |        |        | 55     | 52     | 55     | 45     | 45     |        | 47     |        |
| Quelle    | [ 22 ] | [ 23 ] | [ 25 ] | [ 27 ] | [ 30 ] | [ 33 ] | [ 35 ] | [ 36 ] | [ 17 ] | [ 37 ] | [ 38 ] | [ 1 ]  |

## Religion
Der Ort ist seit der Reformation evangelisch-lutherisch geprägt und bis heute nach St. Gertrud (Obernzenn) gepfarrt. Die Einwohner römisch-katholischer Konfession sind nach Mariä Himmelfahrt (Sondernohe) gepfarrt.